# Мілл (острів)
65°30′00″ пд. ш. 100°40′00″ сх. д. / 65.5° пд. ш. 100.66666666667° сх. д.
Острів Мілл(англ. Mill Island) — острів із льодовиковою шапкою, 46 км завдовжки і 30 км завширишки, 46 км на північ від Bunger Hills. Острів Мілл був відкритий у лютому 1936 року персоналом корабля «Вільям Скорсбі» і названий на честь британського географа та метеоролога Г'ю Роберта Мілля.